# Sengeløse
Sengeløse er en mindre by på Nordøstsjælland med 1.494 indbyggere  (2025) i Sengeløse Sogn ca. 3 kilometer NNV for Taastrup. Byen ligger i Høje-Taastrup Kommune og tilhører Region Hovedstaden. Den er omtalt som Siængeløse i 1178 og som Sengiløs i 1271.
Navnet "Sengeløse" kommer af *Sæing "beboere ved søen" og løse, der betyder en "lysning" eller "græsgang". Sengeløse betyder derfor "beboerne på græsgangen ved søen"

## Historie
De første jægere bosatte sig i området omkring Sengeløse Mose for omkring 10.000 år siden. Mosen var dengang en sø.
Som det var tilfældet i Vridsløsemagle, betød skovens fremvækst, at det først var i Bondestenalderen, at der igen var beboere i området. Nord for Sengeløse er fundet en boplads, mens der syd for landsbyen er registreret en langdysse, der ikke findes i dag.
De næste årtusinder er området beboet, hvilket bronzealderhøjene i området vidner om; ud over Bondehøj og Klevehøj, der findes i dag, er flere andre med tiden pløjet over.
Sengeløse Kirke blev bygget omkring år 1100.
Som registreret af Kulturarvsstyrelsen:
Sengeløse har i sin grundplan stadig tydelige spor efter den middelalderlige fortelandsby. Gårdsenhederne har ligget meget fast på de samme tofter gennem tiden. Nord for Sengeløse ved det nuværende Katrineholm har der ligget et voldsted/en befæstet gård i middelalderen – Bytteborg. Katrineholm ligger blot en kilometer nord for kirken i Sengeløse, og det er naturligt at koble oplysningerne om en stormandsgård sammen med kirken, da denne forbindelse mellem stormand og kirke ofte ses ved de tidligste kirkebyggerier. Området ved og omkring Sengeløse giver således mulighed for at studere stormandsgård/kirke fænomenet og en chance for at vurdere en samtidig middelalderlig landbebyggelse og befæstet voldsted. En forløber for middelalderbebyggelsen er endnu ikke stedfæstet men fund af en urnesfibel indikerer, at den er at finde i umiddelbar nærhed. Flere fund fra den yngre del af jernalderen [...] udenfor kulturarvsarealet peger endvidere på, at man i området kan påvise en kontinuerlig bebyggelse gennem flere århundreder.
I slutningen af 1600-tallet rummede landsbyen seksten gårde og tolv jordløse huse.
I 1789 købte Lauritz Lassen godset Katrineberg og kort efter udskiftedes landsbyjorden i 1790-92. Gårdene blev opdelt i nogenlunde ens lodder. Det betød, at lodderne havde nogenlunde samme værdi, og at gårdene let kunne frasælges. I 1797 blev landsbyens 16 store gårde frasolgt. Til minde om denne begivenhed rejste bønderne en frihedsstøtte for Lassen. Den kan i dag ses på Sengeløse Kirkegård.
Med husmændene forholdt det sig anderledes, og de fleste husmænd fortsatte med at fæste under Katrineberg til langt ind i 1800-tallet.
I 1787 kunne Sengeløse opvise tre skræddere, to smede, to tømrere, en
væver, en tækker, en murersvend og en jordemoder.
I 1834 fik Sengeløse sin første rigtige skole med plads til 105 elever, og i 1836 er landsbyen vokset til 29 gårde og 57 huse.
I 1922 etableredes en motormølle på en grund lige syd for kirken (området er i dag inddraget til kirkegård), og i 1924 etablerede en vognmand Iversen De blaa Rutebiler. I 1925 blev den nuværende skole grundlagt i den vestlige ende af byen.
I forbindelse med kommunesammenlægningen i 1970 fik Sengeløse Sogn kommunestatus, og i 1972 byggedes kommunekontor, ligesom Sengeløse fik eget byvåben. Indenrigsminister Egon Jensen besluttede dog allerede i 1973, at kommunen var for lille, og i 1974 blev kommunen efter mange lokale protester sammenlagt med Høje-Taastrup Kommune.

## Seværdigheder
Sengeløse har få seværdigheder, bl.a. Sengeløse Kirke og angiveligt et af Danmarks største gadekær. (Vejen rundt om gadekæret og kirken er ikke, som nogen tror, Danmarks største rundkørsel, da det teknisk ikke er en rundkørsel men kun en ensrettet vej). I nærheden findes dog Vridsløsemagle, Ole Rømers udgravede Observatorium Tusculanum og museet Kroppedal.

### Sengeløse Kirke
Sengeløse Kirke er landsbyens ældste bygning. Kirken, der er hvidkalket, er bygget af rå og kløvede kampesten, der stikker frem ved kirkens fod.
Kirken blev bygget omkring år 1100, viet til Sankt Paul og bestod oprindeligt kun af et kor og et skib med fladt loft. I løbet af de følgende 300 år blev kirken udvidet med et større kor mod øst, et tårn mod vest og et våbenhus mod den varme sydside. Kirkens loft blev i 1400-tallet udskiftet med et krydshvælv.
Alterpartiet er fra 1581. I tårnrummet mod vest er Margrethe Snubbes gravsten fra 1300-tallet.
Til venstre for våbenhuset ses frihedsstøtten for Lauritz Lassen. Stenen stod oprindelig ved Roskildevej, men blev i 1827 genrejst her på Lassens grav og forsynet med en gravskrift på forsiden.

#### Præstegården
Vest for kirken ligger Sengeløse Præstegård. I et firkantet felt i jorden ses rester af den gamle præstegård, der brændte i 1942. Bagved ligger den præstegård, man kort efter byggede. Den er i dag omdannet til sognegård, mens præsten bor i den gule villa, der ligger ved siden af.

### Skyttegården og Bondehøjgård
Syd for Sengeløse Kirke ligger Skyttegården (55°40′51.54″N 12°15′3.64″Ø / 55.6809833°N 12.2510111°Ø), der har navn efter skytten på Katrineberg på landboreformernes tid. Sydøst for Skyttegården lå indtil starten af 2000-tallet Bondehøjgård, hvor andelsboligforeningen A/B Bondehøj nu ligger. Begge gårde lå på deres oprindelige plads. Da man i 1790'erne udskiftede Sengeløses jorder, var det svært at tilpasse gårdenes pladser efter de nye retningslinjer. Skyttegårdens ene længe ragede derfor ca. 1 meter ind på Bondehøjgårds grund.
Man ved ikke, hvor det gamle bystævne lå, men måske lå det her. Skyttegården hed nemlig tidligere Tinggården, og byens fattighus, der ofte lå nær bystævnet, lå i 1700-tallet i et hus foran de ovennævnte to gårde. Det var også her, bybrønden stod indtil 1928.

### Den gamle skole
Den lange nyrenoverede bygning lige over for Bondehøjvej (55°40′52.59″N 12°15′8.34″Ø / 55.6812750°N 12.2523167°Ø) var Sengeløse Skole 1834-1925. I denne periode var der skolestue i hver af husets to ender. I husets midte boede førstelæreren i en lejlighed. Andenlæreren havde kun et par værelser.
Da skolen blev nedlagt i 1925 til fordel for den nye skole på Spangåvej, flyttede Købmand Jensen – i folkemunde Den lille Købmand – ind i den ene ende. Frisør Rasmussen flyttede ind i midten, og Slagter Jacobsen i den anden ende.

### Solbakkegård
Området øst for gadekæret (55°40′51.76″N 12°15′18.48″Ø / 55.6810444°N 12.2551333°Ø) har været præget af forskellige brande. Her lå Odingård og Solbakkegård. Odingård flyttede ud til en nyere gård (55°40′36.16″N 12°16′11.38″Ø / 55.6767111°N 12.2698278°Ø) i 1857, mens Solbakkegård lå her og nedbrændte ved landsbybranden i 1890'erne. Efter branden blev Solbakkegård genopført uden for landsbyen, mens Brugsen overtog grunden og byggede et gult hus med facadesten. Brugsen holdt til i bygningen, indtil den flyttede over gaden i 1994. I 2005 brændte bygningen igen – og på området ligger nu 3 gule dobbelthuse tegnet af byens arkitekt – igen med navnet Solbakkegård.

### Sengeløse Maskinfabrik
På vejen mellem Sengeløse og Katrineberg ligger Sengeløse Maskinfabrik (55°41′1.64″N 12°14′56.06″Ø / 55.6837889°N 12.2489056°Ø). Huset rummede fra ca. 1890 til 1932 mejeriet Vasekilde. Mejeribestyreren omkring 1904 var meget interesseret i gymnastik, og Sengeløse Idrætsforening startede med at øve sig på hans loft, inden forsamlingshuset blev bygget. I 1930'erne var her dødkogeri, indtil maskinfabrikken åbnede i 1938.

## Lokale aktiviteter
Sengeløse har et aktivt lokalt foreningsliv, og bl.a. er de årligt tilbagevendende byfester (arrangeret af Sengeløse Byfestforening) og loppemarkeder (arrangeret af SGIF - Sengeløse gymnastik- og idrætsforening) tilløbsstykker.
Man kan på Sengeløse Radio hører indslag fra Sengeløse, Det Danske Spejderkorps har en afdeling i Sengeløse, og Sengeløse Sogns Vin- og Bryggerlaugs forskellige aktiviteter skal også nævnes.

## Ekstern henvisning
- Sengeloese.dk
- Høje-Taastrup Kommune i fortid og nutid / Else Trier – ISBN 87-982215-2-3